# Ipomopsis congesta
Ipomopsis congesta är en blågullsväxtart som först beskrevs av William Jackson Hooker, och fick sitt nu gällande namn av V. Grant. Ipomopsis congesta ingår i släktet Ipomopsis och familjen blågullsväxter.

## Underarter
Arten delas in i följande underarter:
- I. c. congesta
- I. c. crebrifolia
- I. c. frutescens
- I. c. matthewii
- I. c. montana
- I. c. nevadensis
- I. c. palmifrons
- I. c. pseudotypica
- I. c. viridis
- I. c. goodrichii
- I. c. ochroleuca

## Bildgalleri

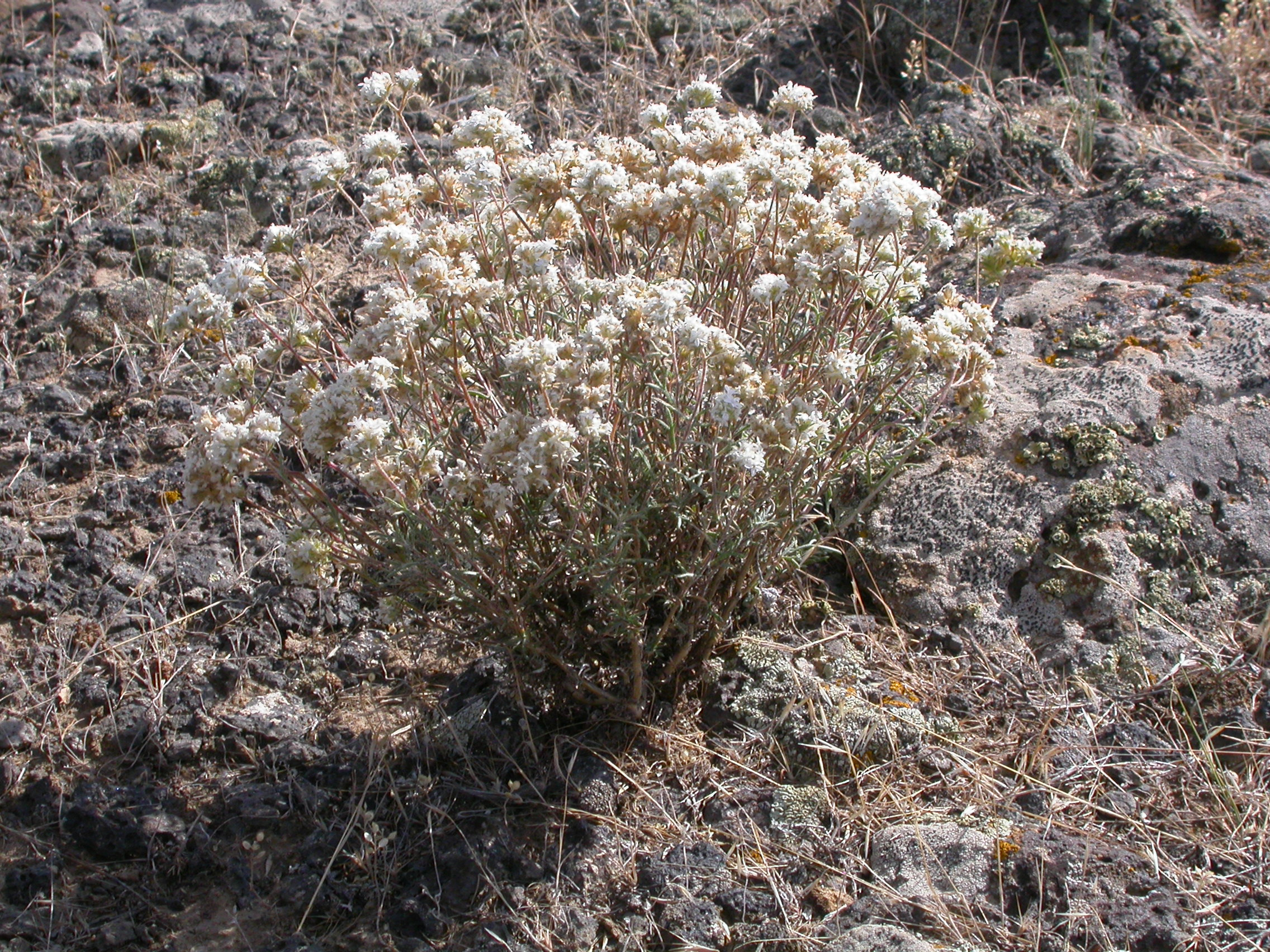
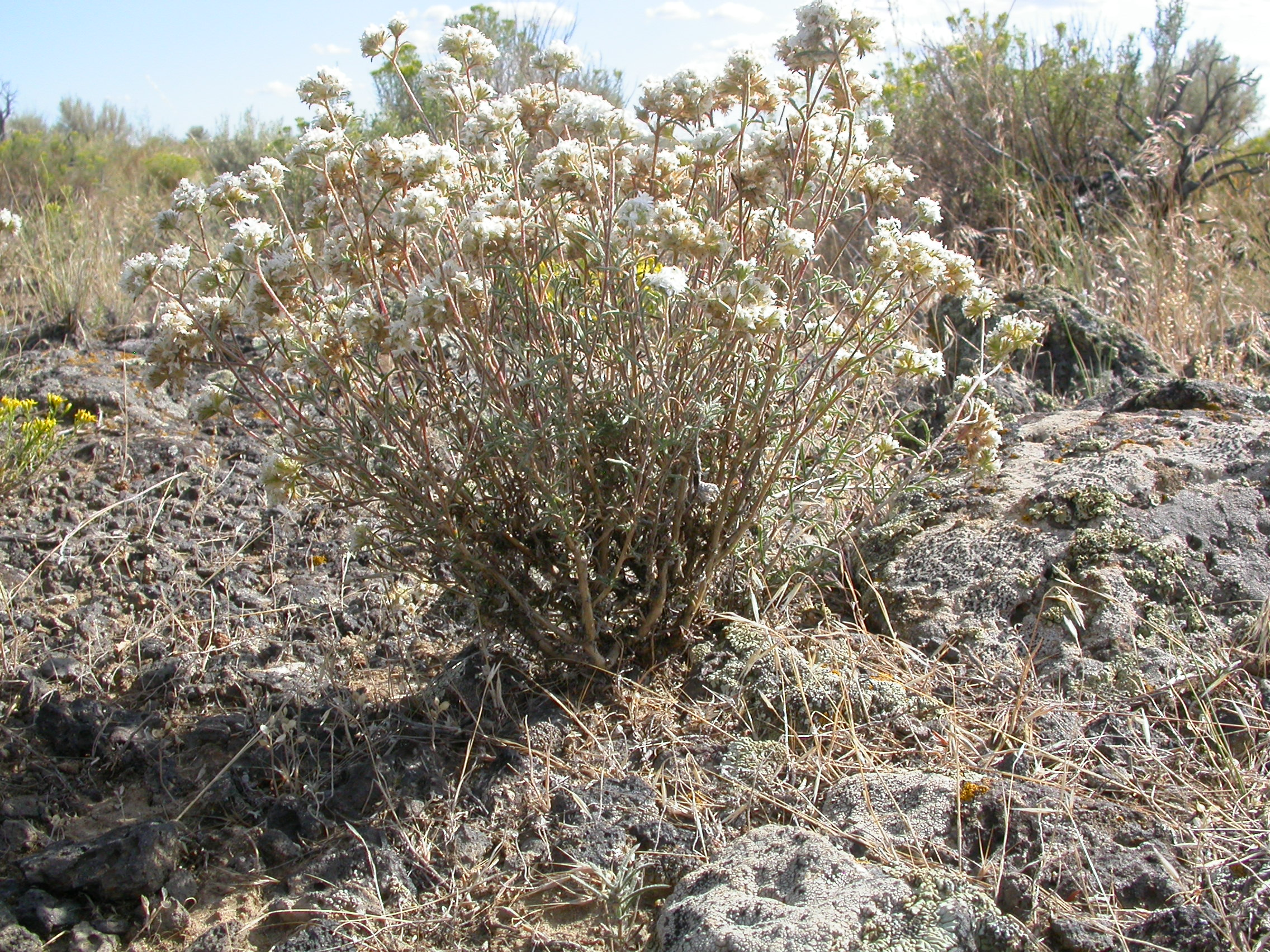
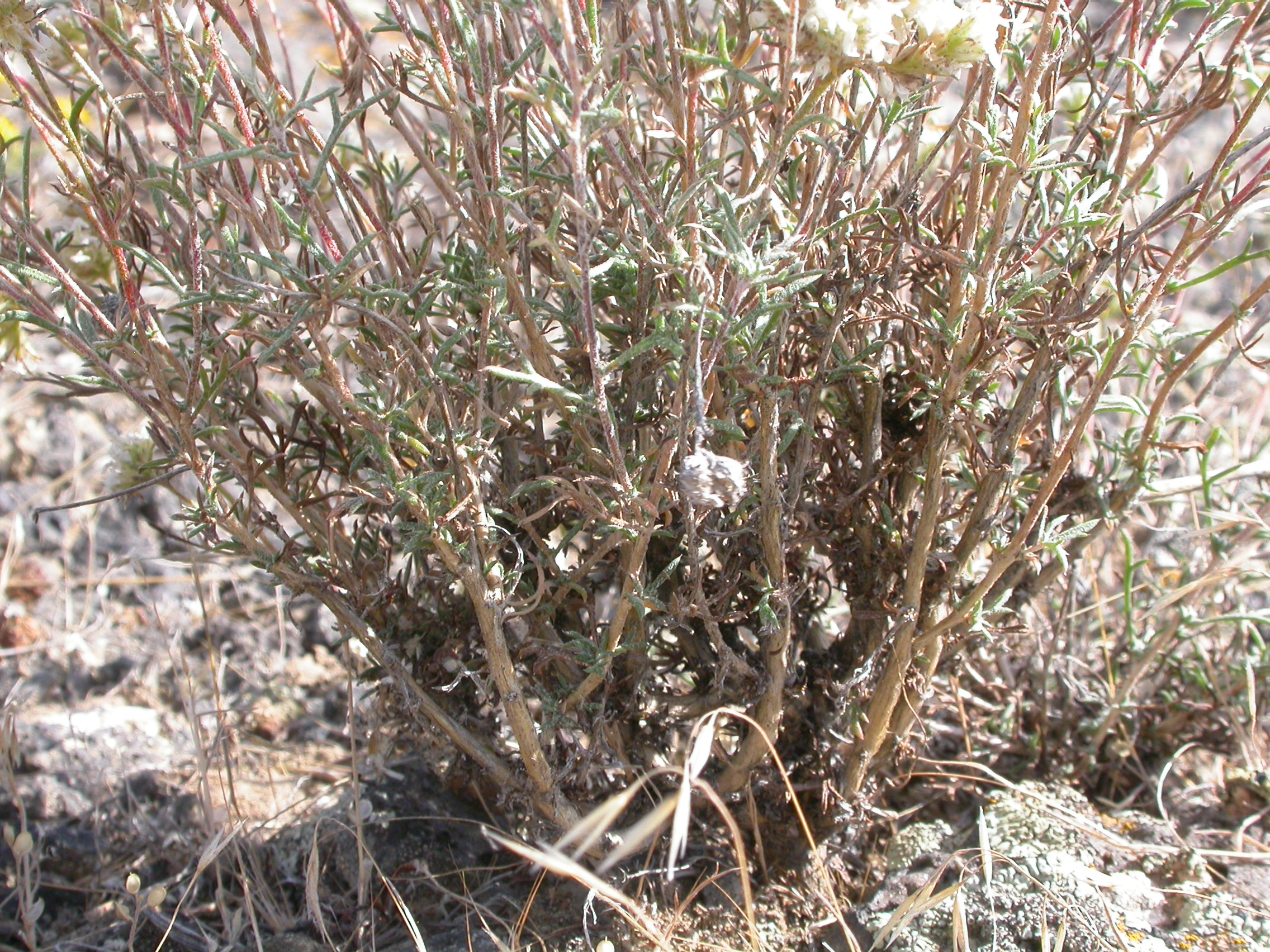
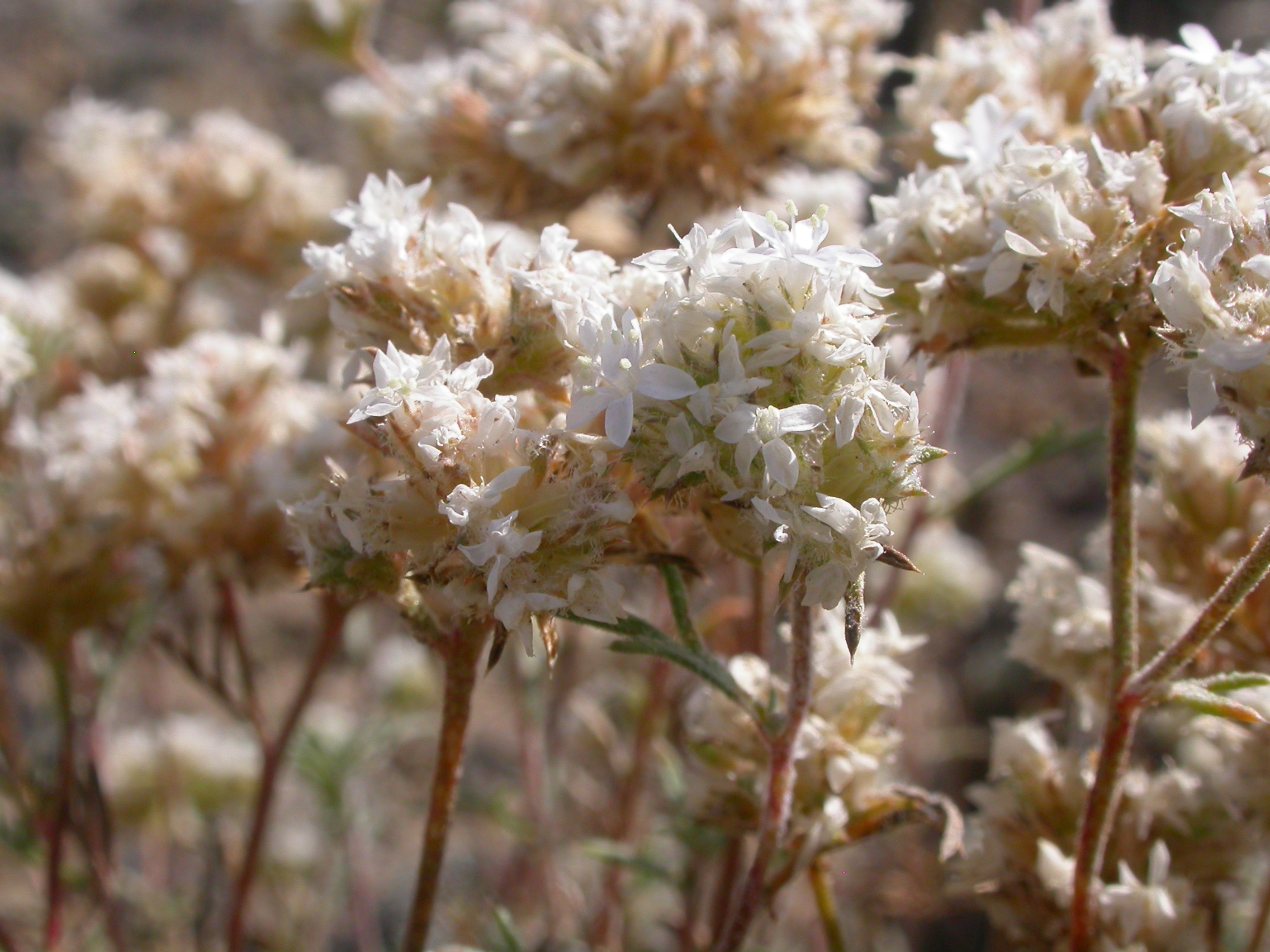
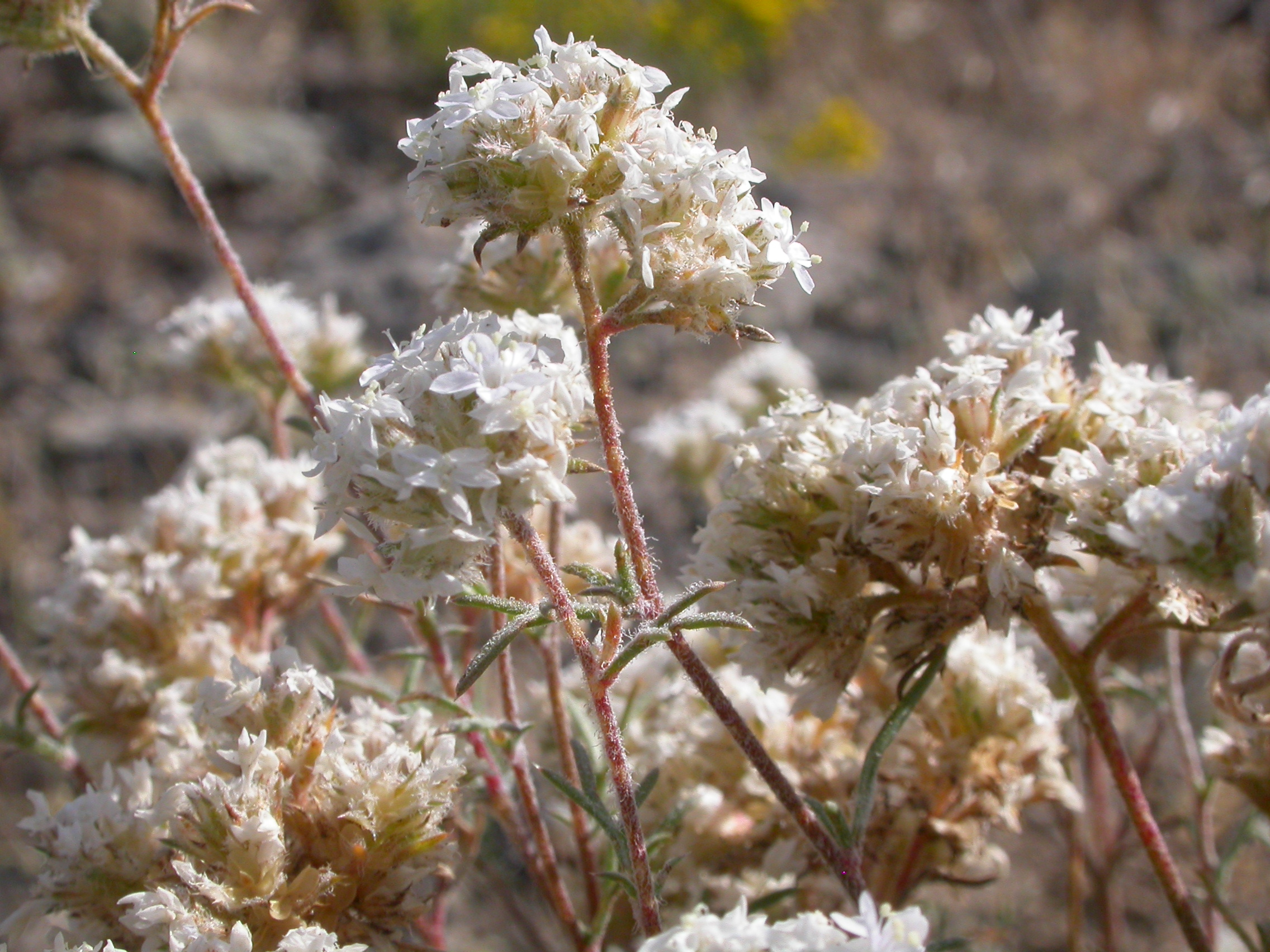
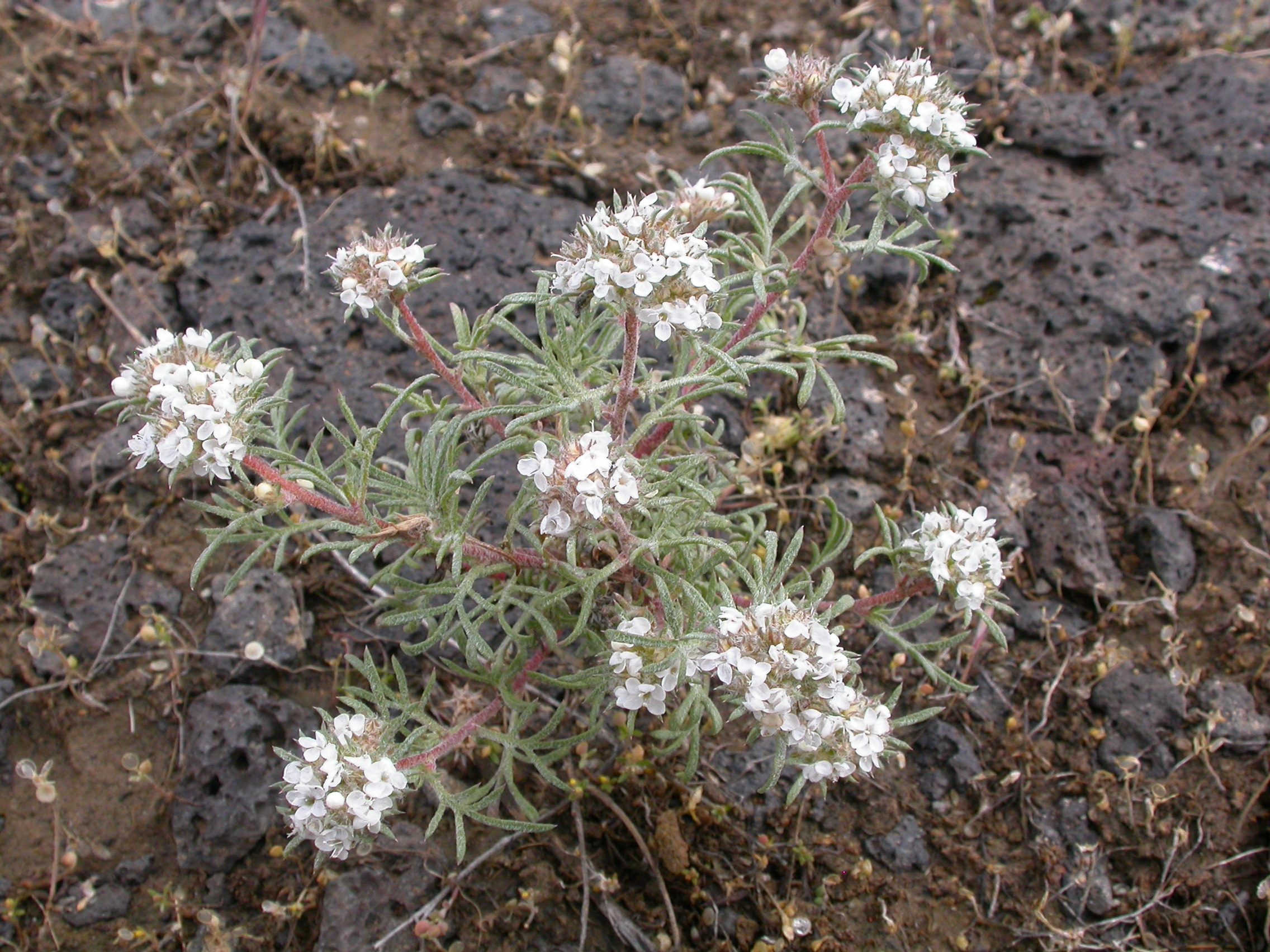